# Václav Jemelka
Václav Jemelka (Olomouc, República Checa, 23 de junio de 1995) es un futbolista checo que juega de defensa en el F. C. Viktoria Plzeň de la Liga de Fútbol de la República Checa. Es internacional con la selección de fútbol de la República Checa.

## Selección nacional
Jemelka es internacional con la selección de fútbol de República Checa desde su debut el 7 de septiembre de 2020 en un partido de la Liga de Naciones de la UEFA frente a la selección de fútbol de Escocia, que terminó con derrota del combinado checo por 1-2. En principio Jemelka, así como sus demás compañeros de selección, no fueron convocados para este partido, sin embargo, tras dar positivo en coronavirus gran parte de los seleccionados del conjunto checo, se tuvo que dar una lista alternativa para la disputa del encuentro.

## Clubes
| Club                         | País            | Año       |
| ---------------------------- | --------------- | --------- |
| S. K. Sigma Olomouc          | República Checa | 2016-2022 |
| Oud-Heverlee Leuven (cedido) | Bélgica         | 2020-2021 |
| F. C. Viktoria Plzeň         | República Checa | 2022-     |